# Joaquim José Rodrigues de Brito
Joaquim José Rodrigues de Brito (Évora, 1753 — 1831) foi um escritor e economista português.
Formou-se em leis na Universidade de Coimbra e aí permaneceu como professor até se aposentar em 1823, oito antes de sua morte.
Publicou um único livro, «Memórias Políticas sobre as Verdadeiras Bases da Grandeza das Nações», escrito em idade avançada, que constitui marco na história do pensamento filosófico, político e econômico de seu país.
Segundo explica a obra «Portugal como Problema - A Economia como solução - 1625-1820 - Do Mercantilismo à Ilustração», publicado em Lisboa em 2006 pelo Público/Fundação Luso-Americana, sua obra «enquadra-se no processo de desenvolvimento tardio do jusnaturalismo filosófico e da doutrina do despotismo legal (ou, se se preferir uma designação mais genérica, do absolutismo esclarecido) que teve um surto bastante significativo em diversos Estados da Europa nos finais do século XVIII. Tal ideário funcionava como antídoto ideológico político aos ventos epidémicos da Revolução Francesa. Porém, a sua associação ao discurso económico fisiocrático também possibilitava uma outra aposta estratégica: a agricultura como prioridade e a liberalização económica como instrumento de um processo de desenvolvimento.
«Rodrigues de Brito foi um dos autores portugueses mais representativos desta assimilação dos princípios doutrinais e dos pressupostos políticos do pensamento fisiocrático, demonstrando a receptividade de um discurso económico adaptado às condições particulares das economias de «ancien régime» , ávidas de mudanças mais ou menos profundas, mas cuja aceitação só seria possível desde que os critérios de hierarquização social e as condições de exercício do poder não sofressem modificações violentas.»
José da Silva Lisboa manteve com ele polêmica, e Rodrigues de Brito rebateu suas teses em «Apologia em favor destas Memórias em resposta ao autor dos Princípios de Economia Política».